# Cryphalus
Cryphalus är ett släkte av skalbaggar som beskrevs av Wilhelm Ferdinand Erichson 1836. Cryphalus ingår i familjen vivlar.

## Bildgalleri

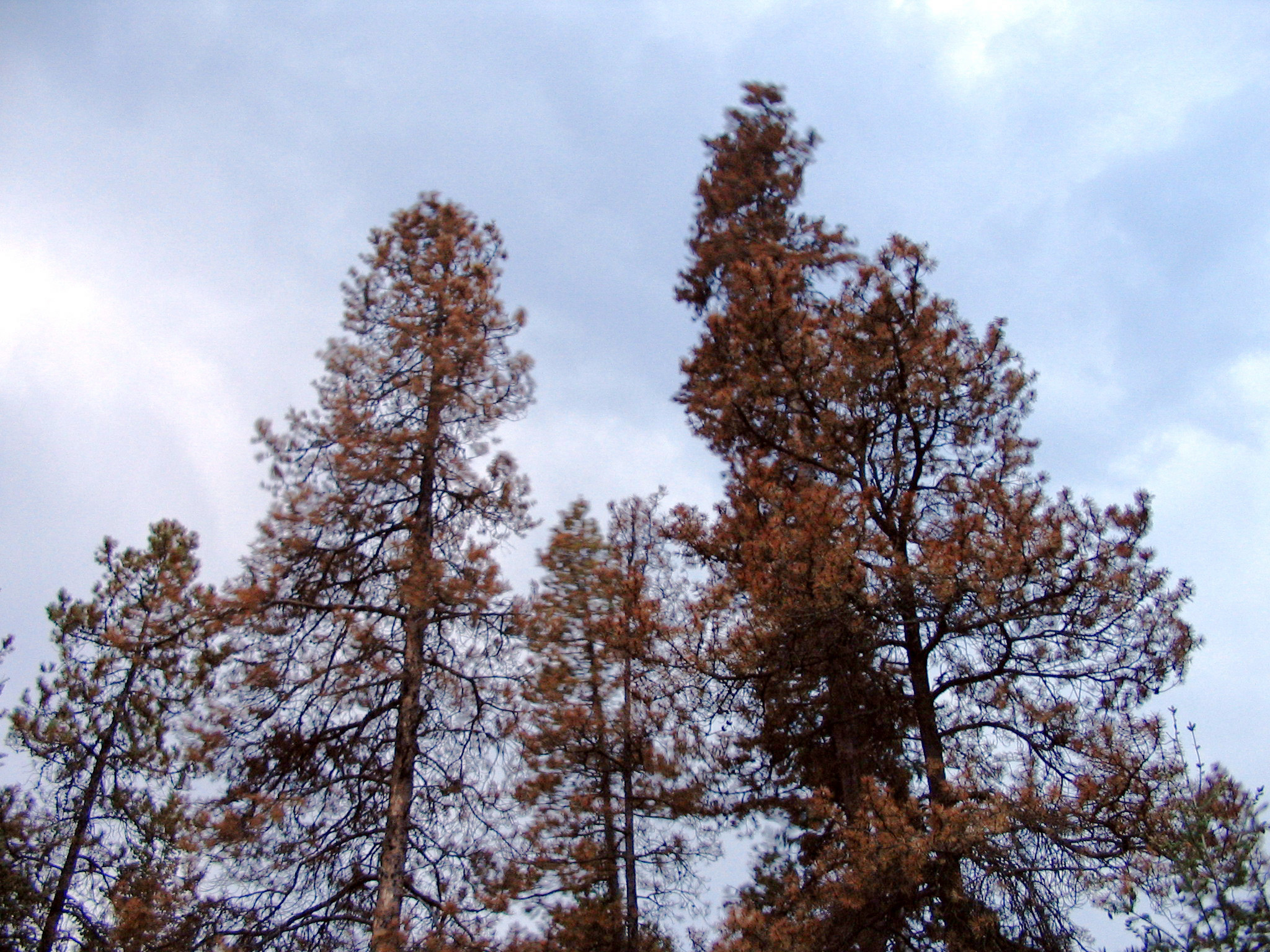
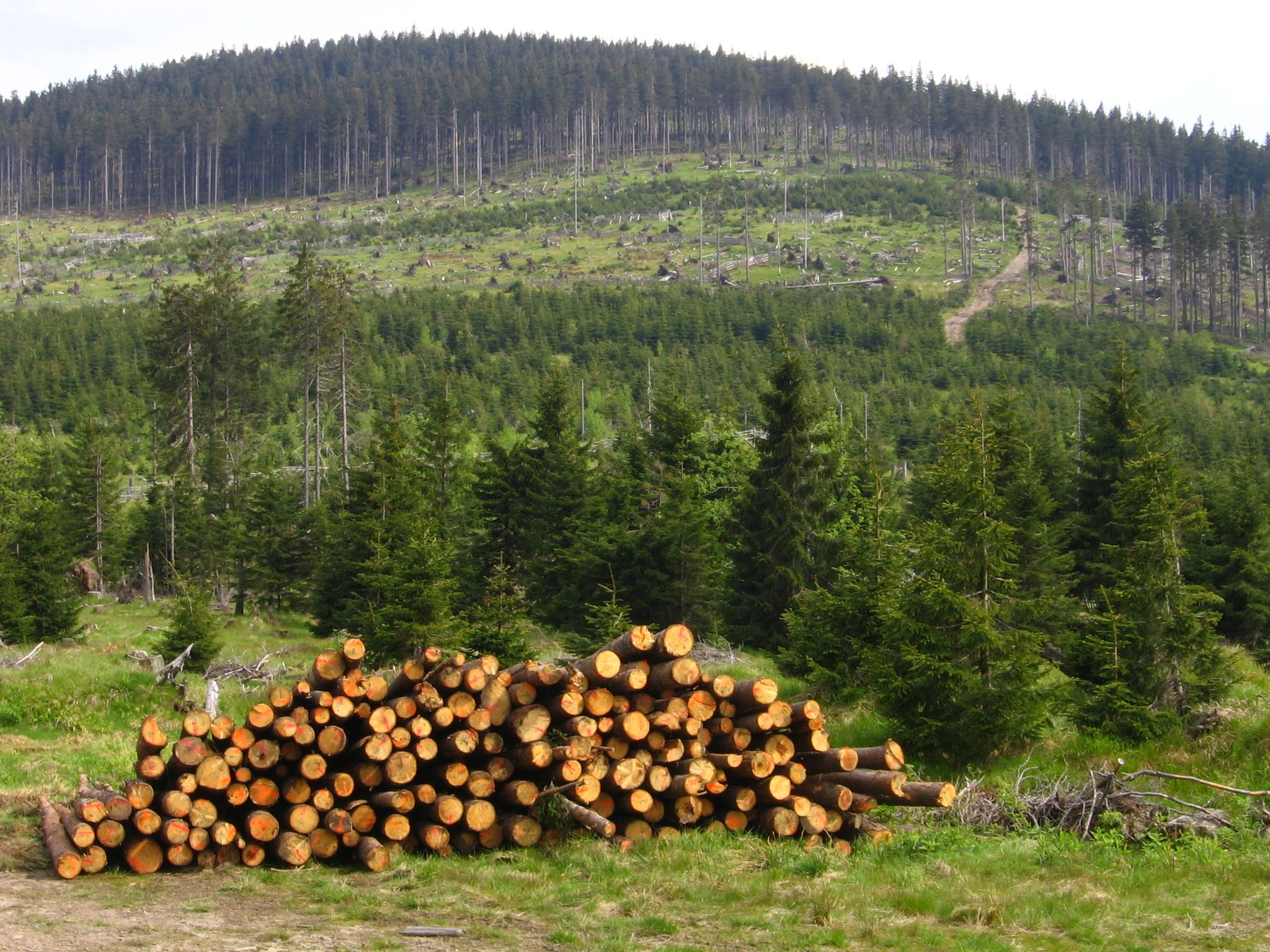
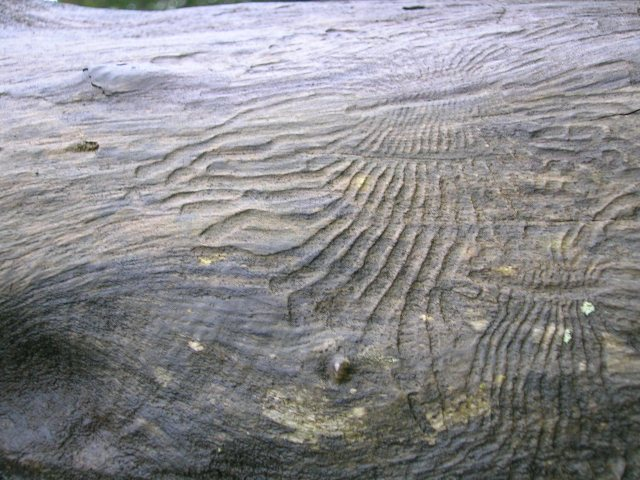
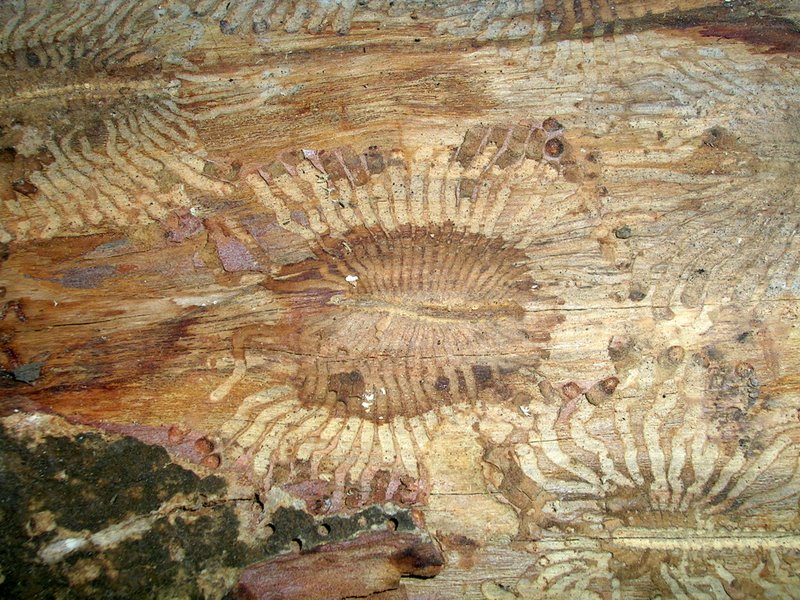
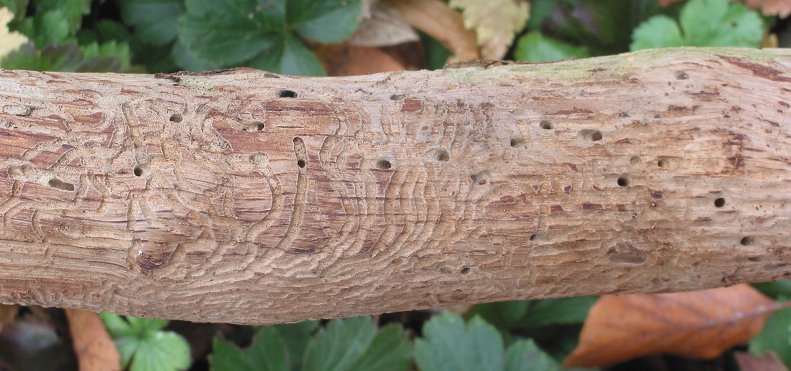
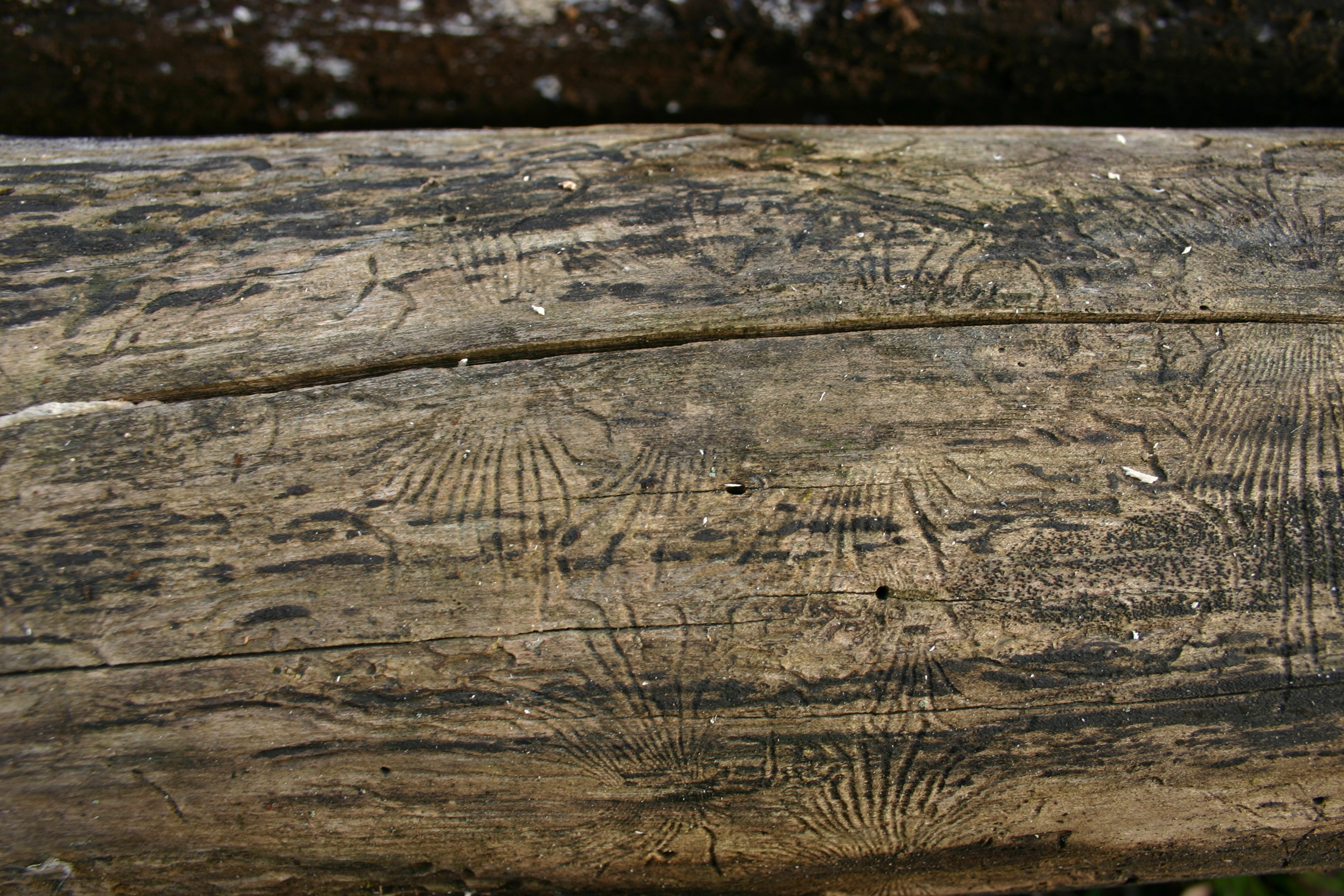

## Dottertaxa tillCryphalus, i alfabetisk ordning[1][2]
- Cryphalus abbreviatus
- Cryphalus abietis
- Cryphalus acaciae
- Cryphalus acanthopanaxi
- Cryphalus alni
- Cryphalus amabilis
- Cryphalus amanicus
- Cryphalus angustior
- Cryphalus approximatus
- Cryphalus aquilonius
- Cryphalus araucariae
- Cryphalus armatus
- Cryphalus artestriatus
- Cryphalus artocarpi
- Cryphalus artocarpus
- Cryphalus asperatus
- Cryphalus aspericollis
- Cryphalus asperulus
- Cryphalus ater
- Cryphalus aulmanni
- Cryphalus babai
- Cryphalus balanopselaphus
- Cryphalus balsameus
- Cryphalus basihirtus
- Cryphalus basjoo
- Cryphalus bellus
- Cryphalus bicarinatus
- Cryphalus bicolor
- Cryphalus birosimensis
- Cryphalus boettcheri
- Cryphalus borneensis
- Cryphalus boswelliae
- Cryphalus brasiliensis
- Cryphalus brevipilosus
- Cryphalus brevisetosus
- Cryphalus brimblecombei
- Cryphalus brownei
- Cryphalus brunneus
- Cryphalus buloloensis
- Cryphalus canadensis
- Cryphalus capucinicollis
- Cryphalus capucinoides
- Cryphalus capucinomorphus
- Cryphalus capucinus
- Cryphalus carinulatus
- Cryphalus carpini
- Cryphalus carpinivorus
- Cryphalus cavus
- Cryphalus chamaecipariae
- Cryphalus chienzhuangensis
- Cryphalus chinlingensis
- Cryphalus ciliatipes
- Cryphalus cinereotestaceus
- Cryphalus coloradensis
- Cryphalus compactus
- Cryphalus confusus
- Cryphalus constrictus
- Cryphalus corpulentus
- Cryphalus coryli
- Cryphalus criticus
- Cryphalus cryptomeriae
- Cryphalus cylindricus
- Cryphalus cylindrus
- Cryphalus densepilosus
- Cryphalus dentiger
- Cryphalus deodara
- Cryphalus dexter
- Cryphalus digestus
- Cryphalus dilutus
- Cryphalus dimorphus
- Cryphalus dipterocarpi
- Cryphalus discretus
- Cryphalus dissimilis
- Cryphalus diversicolor
- Cryphalus dorsalis
- Cryphalus dubiosus
- Cryphalus dumineus
- Cryphalus duplosquamosus
- Cryphalus elaboratus
- Cryphalus elongatus
- Cryphalus emmi
- Cryphalus erraticum
- Cryphalus exiguus
- Cryphalus fagi
- Cryphalus felis
- Cryphalus ficivorus
- Cryphalus flabellifer
- Cryphalus formosanus
- Cryphalus fraseri
- Cryphalus fugax
- Cryphalus fuliginosus
- Cryphalus fulmineus
- Cryphalus fulvus
- Cryphalus furukawai
- Cryphalus garambaensis
- Cryphalus giganteus
- Cryphalus gigas
- Cryphalus grandis
- Cryphalus grayi
- Cryphalus grothi
- Cryphalus hampei
- Cryphalus hattorii
- Cryphalus helopioides
- Cryphalus himalayensis
- Cryphalus hirsutus
- Cryphalus hispidulus
- Cryphalus horridus
- Cryphalus indicus
- Cryphalus infimus
- Cryphalus inops
- Cryphalus intermedius
- Cryphalus japonicus
- Cryphalus jatropha
- Cryphalus javanus
- Cryphalus jeholensis
- Cryphalus jezoensis
- Cryphalus juglansi
- Cryphalus kagoshimensis
- Cryphalus kesiyae
- Cryphalus kivuensis
- Cryphalus kolbei
- Cryphalus kraunhiae
- Cryphalus kurenzovi
- Cryphalus kurilensis
- Cryphalus kyotoensis
- Cryphalus laevis
- Cryphalus laricis
- Cryphalus laticollis
- Cryphalus latus
- Cryphalus lederi
- Cryphalus lepocrinus
- Cryphalus leprosulus
- Cryphalus lipingensis
- Cryphalus longifolia
- Cryphalus longior
- Cryphalus longipennis
- Cryphalus longipilus
- Cryphalus longisetosus
- Cryphalus mainensis
- Cryphalus major
- Cryphalus malloti
- Cryphalus malus
- Cryphalus mandschuricus
- Cryphalus mangiferae
- Cryphalus markangensis
- Cryphalus massonianus
- Cryphalus mekeoi
- Cryphalus melasomus
- Cryphalus meridionalis
- Cryphalus miles
- Cryphalus mimicus
- Cryphalus minimus
- Cryphalus minutus
- Cryphalus miyalopiceus
- Cryphalus modestus
- Cryphalus mollis
- Cryphalus montanus
- Cryphalus morinda
- Cryphalus mucronatus
- Cryphalus mucronifer
- Cryphalus neglectus
- Cryphalus negrosensis
- Cryphalus niger
- Cryphalus nigericus
- Cryphalus nigricans
- Cryphalus niponensis
- Cryphalus nitens
- Cryphalus nitidipennis
- Cryphalus nothofagi
- Cryphalus numidicus
- Cryphalus nyalubombeae
- Cryphalus obliquus
- Cryphalus oblongus
- Cryphalus obscurus
- Cryphalus opienensis
- Cryphalus orientalis
- Cryphalus padi
- Cryphalus paganus
- Cryphalus palawanus
- Cryphalus pallidus
- Cryphalus papuanus
- Cryphalus parvulus
- Cryphalus parvus
- Cryphalus perminimus
- Cryphalus pexus
- Cryphalus piceae
- Cryphalus piceus
- Cryphalus pilifer
- Cryphalus pilosellus
- Cryphalus pilosulus
- Cryphalus pilosus
- Cryphalus pini
- Cryphalus planicollis
- Cryphalus premayaensis
- Cryphalus procerus
- Cryphalus proximus
- Cryphalus pruni
- Cryphalus pseudochinlingensis
- Cryphalus pseudotabulaeformis
- Cryphalus puberulus
- Cryphalus pubescens
- Cryphalus pulchellus
- Cryphalus pullus
- Cryphalus punctatostriatus
- Cryphalus punctatus
- Cryphalus punctipennis
- Cryphalus punctulatus
- Cryphalus pusillimus
- Cryphalus pusillus
- Cryphalus ratzeburgi
- Cryphalus redikorzevi
- Cryphalus resiniferi
- Cryphalus retusus
- Cryphalus rhusi
- Cryphalus rigidus
- Cryphalus robustus
- Cryphalus rubentis
- Cryphalus ruficollis
- Cryphalus rufopilosus
- Cryphalus rugosus
- Cryphalus saltuarius
- Cryphalus samoënsis
- Cryphalus sandakanensis
- Cryphalus sapporoensis
- Cryphalus sarawakensis
- Cryphalus sawadai
- Cryphalus scabricollis
- Cryphalus scabripennis
- Cryphalus schreineri
- Cryphalus scopiger
- Cryphalus scriba
- Cryphalus securus
- Cryphalus sejugatus
- Cryphalus setistriatus
- Cryphalus sichotensis
- Cryphalus sidneyanus
- Cryphalus silvanus
- Cryphalus similis
- Cryphalus simplex
- Cryphalus sinoabietis
- Cryphalus sordidus
- Cryphalus sparsepilosus
- Cryphalus squameus
- Cryphalus squamulosus
- Cryphalus stierlini
- Cryphalus striatopunctatus
- Cryphalus striatulus
- Cryphalus striatus
- Cryphalus strigilatus
- Cryphalus strigipennis
- Cryphalus strohmeyeri
- Cryphalus subcompactus
- Cryphalus subconcentralis
- Cryphalus subcylindricus
- Cryphalus subdepressus
- Cryphalus subgranulatus
- Cryphalus submuricatus
- Cryphalus substriatus
- Cryphalus subtuberculatus
- Cryphalus subvestitus
- Cryphalus sulcatus
- Cryphalus sumatranus
- Cryphalus sundaensis
- Cryphalus swezeyi
- Cryphalus sylvicola
- Cryphalus szechuanensis
- Cryphalus tabulaeformis
- Cryphalus taiwanus
- Cryphalus tantillus
- Cryphalus tectonae
- Cryphalus tehchangensis
- Cryphalus tenuis
- Cryphalus terminaliae
- Cryphalus terminalis
- Cryphalus tetricus
- Cryphalus thatcheri
- Cryphalus theobromae
- Cryphalus tiliae
- Cryphalus tredli
- Cryphalus tricolor
- Cryphalus trypanoides
- Cryphalus trypanus
- Cryphalus tuberculatus
- Cryphalus uapouensis
- Cryphalus upoluensis
- Cryphalus ussuriensis
- Cryphalus walkeri
- Cryphalus wapleri
- Cryphalus variolosus
- Cryphalus vestitus
- Cryphalus viburni
- Cryphalus vitiensis
- Cryphalus yamaguchii
- Cryphalus zimmermani